# 3645 Fabini
3645 Fabini este un asteroid din centura principală, descoperit pe 28 august 1981 de Antonín Mrkos.